# Spider-Man: Far From Home (trilha sonora)
Spider-Man: Far From Home (Original Motion Picture Soundtrack) é a trilha sonora do filme Homem-Aranha: Longe de Casa da Marvel Studios / Sony Pictures / Columbia Pictures, composta por Michael Giacchino. O álbum da trilha sonora foi lançado pela Sony Classical em 28 de junho de 2019.

## Desenvolvimento
O compositor de Spider-Man: Homecoming, Michael Giacchino, confirmou seu retorno à trilha sonora de Far From Home em outubro de 2018.

## Lista de faixas
Todas as músicas compostas por Michael Giacchino, exceto quando indicado de outra forma.
| N.º            | Título | Duração |  |
| 1.             | "Far From Home Suite Home"                                                                                              | 8:27    |  |
| 2.             | "It’s Perfect" | 0:30    |  |
| 3.             | "World’s Worst Water Feature"                                                                                           | 7:30    |  |
| 4.             | "Multiple Realities" | 3:32    |  |
| 5.             | "Brad to the Drone" | 3:32    |  |
| 6.             | "Change of Plans" | 2:28    |  |
| 7.             | "Night Monkey Knows How to Do It"                                                                                       | 0:19    |  |
| 8.             | "Mr. One Hundred and One"                                                                                               | 3:20    |  |
| 9.             | "Prague Rocked" | 3:43    |  |
| 10.            | "Who’s Behind Those Foster Grants" (Esta faixa faz referência ao tema de Alan Silvestri em Os Vingadores.)              | 2:57    |  |
| 11.            | "Power to the People"                                                                                                   | 3:33    |  |
| 12.            | "Personal Hijinks" | 3:53    |  |
| 13.            | "Praguenosis: BAD" | 1:08    |  |
| 14.            | "A Lot of ‘Splaining to Do"                                                                                             | 2:14    |  |
| 15.            | "The Magical Mysterio Tour"                                                                                             | 3:21    |  |
| 16.            | "Taking the Gullible Express/ Spidey Sensitive" (Esta faixa faz referência ao tema de Alan Silvestri em Os Vingadores.) | 5:07    |  |
| 17.            | "Gloom and Doom" | 4:16    |  |
| 18.            | "High and Flighty" | 2:20    |  |
| 19.            | "An Internal Battle" | 1:50    |  |
| 20.            | "Happy Landings" | 2:58    |  |
| 21.            | "Tower of Cower" | 5:12    |  |
| 22.            | "Bridging the Trap" | 1:58    |  |
| 23.            | "Bridge and Love’s Burning"                                                                                             | 2:50    |  |
| 24.            | "Swinging Set" | 1:47    |  |
| 25.            | "And Now This…" | 0:58    |  |
| Duração total: | Duração total: | 79:43   |  |

## Música adicional
"I Will Always Love You ", de Whitney Houston, é exibido durante o logotipo de abertura do Marvel Studios como parte da cena de abertura de estilo "in memoriam" do filme. "Back in Black", do AC/DC (que já foi apresentado em Homem de Ferro), "I Wanna Be Your Boyfriend", do The Ramones, e "Vacation", do The Go-Go's, também aparecem no filme. Mais músicas com temas de férias são exibidas no filme.